# مانو بوئنو
مانو بوئنو (انگلیسی: Manu Bueno؛ زادهٔ ۲۷ ژوئیهٔ ۲۰۰۴) بازیکن فوتبال است.